# Hadmar I. z Kuenringu
Hadmar I. z Kuenringu či Hademar († 27. května 1138) byl ministeriálem z rakouského rodu Kuenringů.

## Život
Byl synem Nizza a také potomek Azzo z Gobatsburgu. Byl první z rodu Kuenringů s predikátem (přídomkem) "z Kuenringu" a byl také považován za stavitele hradu Kuenringů.
V průběhu svého života založil také hrad Dürnstein a roku 1138 založil cisterciácký klášter Zwettl. Jeho manželkou byla Gertruda, manželství zůstalo bezdětné.